# Absorber (Solartechnik)

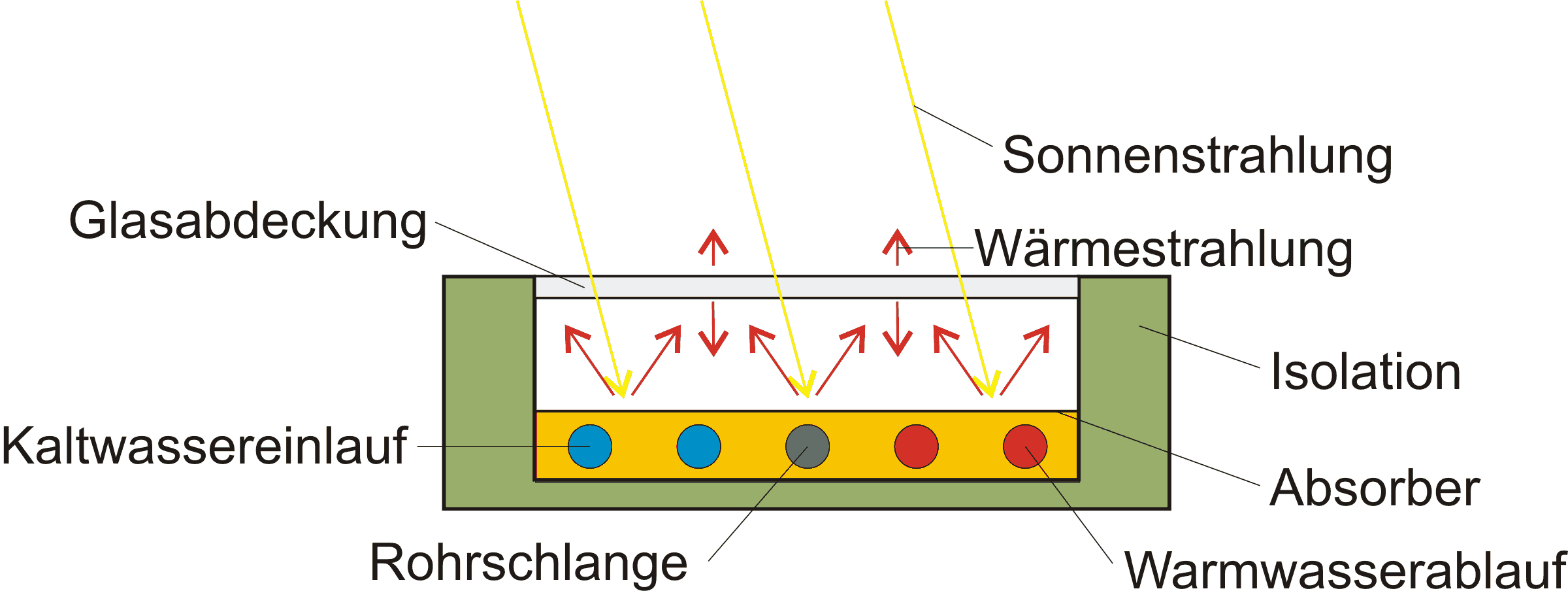
Absorber in einem Flachkollektor schematisch

Ein Absorber ist der Teil des Sonnenkollektors, der Sonnenstrahlung in Wärme umwandelt. 
Die auftreffende Sonnenstrahlung wird durch Absorption in thermische Energie umgewandelt und an eine durchströmende Flüssigkeit abgegeben. Meist handelt es sich an der bestrahlten Fläche um eine dunkle Metalloberfläche mit einer selektiven Absorberschicht, um den Absorptionsgrad zu erhöhen. Im inneren des Sonnenkollektors befinden sich Flüssigkeitskanäle, worin Solarflüssigkeit fließt, welche die Wärme dann zum Pufferspeicher weitertransportiert. Beim Schwimmbadabsorber wird unmittelbar die Wärme an die Flüssigkeit direkt im Schlauch absorbiert und weitergegeben. Der Begriff erscheint in DIN V 4757-3.